# یوهان هاوتکور
یوهان هاوتکور (انگلیسی: Yohan Hautcœur؛ زادهٔ ۳۰ اکتبر ۱۹۸۱) بازیکن فوتبال اهل فرانسه است.
از باشگاه‌هایی که در آن بازی کرده‌است می‌توان به باشگاه فوتبال لوریان، باشگاه فوتبال لو مان، باشگاه ورزشی آمیان، و باشگاه فوتبال سن-اتین اشاره کرد.